# Souleymane Diamouténé
Souleymane Diamouténé   (Sikasso, 30 de gener de 1983) és un exfutbolista malià de la dècada de 2000.
Fou internacional amb la selecció de futbol de Mali.
Pel que fa a clubs, destacà a US Lecce i AS Roma.